# Angela nővér nyomoz
Az Angela nővér nyomoz (eredeti cím: Che Dio ci aiuti) egy 2011-től vetített olasz drámasorozat. A főbb szerepekben Elena Sofia Ricci, Valeria Fabrizi és Francesca Chillemi láthatók
Olaszországban 2011. december 15-én mutatta be a RAI. Magyarországon a Story4-en mutatták be 2021. augusztus 30-án. A 7. évadtól a Max4-en látható.

## Ismertető
A Don Matteo nyolcadik évadában felbukkanó két apáca Angela és Constanza nővér, illetve az ő Isteni sarok elnevezésű bárjuk (amely az Őrangyalok zárdájában működik) a sorozat központi helyszíne. 
A sorozat Angela nővér és az ő védencei története körül forog, amely általában a nevelésre, segítségre, gyámolításra szoruló, főként nők életébe enged bepillantást.

## Szereplők

### Főszereplők
| Szereplő                          | Színész            | Magyar hang   | Leírás | Évad      |
| --------------------------------- | ------------------ | ------------- | --- | --------- |
| Angela nővér / Lorenza Rapetti    | Elena Sofia Ricci  | Tóth Enikő    | A sorozat központi alakja. Fiatalkorában társaival egy balul sikerült rablást követően börtönbe került, majd ott megtért és apáca lett. Önfejű, szeszélyes, sokszor beleavatkozik mások életébe, hogy elérje náluk azt, amit ő a legjobbnak tart. Mindezt mindenkor védence érdekében teszi. A kolostorba érkező lányok legfőbb védelmezője. Tisztában van saját hibáival és gyakran nyomoz saját szakállára is.                           | 1-8. évad |
| Azzurra Leonardi                  | Francesca Chillemi | Nagy Katica   | Elkényeztetett, vásárlási mániás, műveletlen, de igen vonzó nőként érkezik a zárdába. Eleinte célja, hogy gazdag férje legyen, aki mellett önfeledten élhet. Kiderül, hogy temperamentumossága ellenére igencsak jószívű és szeretettel gondoskodik a gyermekekről. Később megismeri Davidét és Guidót, akik mellett megváltozik az élete. A későbbiekben egy tragédia miatt elveszíti őket és meghívást kap az apácaéletre, amit elfogad. | 1-8. évad |
| Constanza nővér / Valeria Valenti | Valeria Fabrizi    | Halász Aranka | A zárda vezetője. Rossz szemmel nézi a kolostor változásait és Angela önfejűségét, ennek ellenére megfontoltságával mindenben segíti a hozzájuk kerülőket, akik közül többekkel is bensőséges viszonya alakul ki. | 1-8. évad |

### További szereplők
| Szereplő                                | Színész                   | Szinkronhang                                   | Leírás | Évad                                         |
| --------------------------------------- | ------------------------- | ---------------------------------------------- | --- | -------------------------------------------- |
| Margherita Morbidelli                   | Miriam Dalmazio           | Czető Zsanett                                  | Fiatal, kedves, érzékeny, szülei szemefénye egyetemistaként kerül a zárdába. A családja gyermekgyógyászattal foglalkozik, de őt a bűnügyi szakértői terület jobban érdekli. Gyakran kerül érzelmileg szélsőséges állapotba, ez főként a szerelmi élete miatt történik így. A sorozatban kapcsolatba kerül Carlóval, főnökével Francesco Limbiatival is. Emilio felesége lesz, akivel születik egy Anna nevű kislányuk. Megözvegyül, majd Carlo Romeróval és lányával Brüsszelbe költözik.                                                                | 1-3. évad                                    |
| Carlo Romero                            | Andrés Gil                | Molnár Levente                                 | Margherita kollégája és vetélytársa a brüsszeli kutatócsoport tagságáért. Később titokban szerelmet vall neki és együtt költöznek a belga fővárosba. | 3. évad                                      |
| Emilio Della Rosa                       | Ludovico Fremont          |                                                | Korábbi atléta, sprinter. Szívbetegsége miatt kerül kórházba, ahol megismerkedik Margheritával, aki később a felesége lesz. A 3. évadban megszületik lányuk, de a férfi meghal. | 2-3. évad                                    |
| Francesco Limbiati                      | Luca Capuano              | Jászberényi Gábor                              | Margherita főnöke a kórházban. Kapcsolatba kezd a lánnyal, később kiderül, hogy nős. Elmondása szerint feleségét elhagyta a nőért, de Margherita végül visszautasítja. | 2. évad                                      |
| Giulia Sabatini                         | Serena Rossi              | Gáspár Kata                                    | Informatikai zseni, aki egyedül neveli lányát egy lakóautóban. Angela nővér fogadja be. Kiderül, hogy Marcoval korábban jártak, és ennek gyümölcse lánya. A sorozatban előbb Ruggeróval jár, majd érzelmileg meginog. A férfival tervezett esküvője előtt rádöbben, hogy Marcót szereti, akinek végül bevallja érzelmeit és azt, hogy Cecilia az ő lánya. | 1. évad                                      |
| Cecilia Sabatini                        | Laura Gaia Piacentile     | Bak Julianna                                   | Giulia és Marco lánya. Életvidám, koraérett lány, aki remekül zongorázik. Eleinte nehezen barátkozik meg Marco-val, de végül megszereti. | 1. évad                                      |
| Marco Ferrari                           | Massimo Poggio            | Karácsonyi Zoltán                              | Rendőrfelügyelő, aki egy korábbi, rosszul sikerült bevetést követően elveszíti főnöke bizalmát. Árvaként nőtt fel, miután édesapja (Michele) elhunyt abban a rablásban, amiben Angela nővér is részt vett fiatalon és anyja nem volt képes gondoskodni róla. Miután a zárdába kerül megváltozik az emberekkel való bánásmódja: nyíltabbá válik, nem szakít a nőkkel cetliken üzenve. Az évad során rájön, hogy szereti Giuliát és emellett titokban segíti Ceciliát is. Az évad végén megtudja az igazságot saját múltjáról és ismét összejön Giuliával. | 1. évad                                      |
| Ruggero Musumeci                        | Enrico Mutti              | Láng Balázs                                    | Marco főnöke, aki egy félresikerült akció miatt nem bízik a férfiban és Oscar Mario-t preferálja. Emellett Giulia a szerelme, akit majdnem elvesz. | 1. évad                                      |
| Italo Nuzzi                             | Christian Ginepro         | Szokol Péter                                   | Marco barátja, támogatója a rendőrségen. Reménytelenül szerelmes Margheritába. | 1. évad                                      |
| Oscar Mario                             | Giampiero Judica          | Vida Péter                                     | Marco ellenlábasa a rendőrségen. | 1. évad                                      |
| Guido Corsi                             | Lino Guanciale            | Papp Dániel                                    | A 4. és 5. évadok között autóbalesetben hal meg. | 2-3. évad, 4. évad (vendégszereplőként)      |
| Davide Corsi                            | Cesare Kristian Favoino   | Kovács András Bátor                            | A zárda kis lakója, miután elveszíti édesanyját, Manuelát. A nő a halálos ágyán Angelára bízta a fiát, hogy segítse hozzá Guido szeretetéhez. A férfi végül megszereti a fiút. Kitűnő a kapcsolata Azzurrával. Szeret focizni, de egyáltalán nem tehetséges benne. Emellett lelkiismeretes, érzékeny, értelmes gyermek. Felbukkan édesapja (Paolo Marino) és nagyapja (Achille Gentileschi) is, de Guidóval maradt. A 4. és 5. évadok között autóbalesetben hal meg.                                                                                     | 2-3. évad, 4. évad (vendégszereplőként)      |
| Nina Cristaldi                          | Laura Glavan              | Csifó Dorina                                   | Édesanyja által egyedül nevelt lány, aki ezért igen kemény. Magányos harcos típusú, akinek célja, hogy sikeres ügyvéd legyen. Eleinte irigy Chiarára, de a végén a barátnője lesz. | 2-3. évad                                    |
| Chiara Alfieri                          | Rosa Diletta Rossi        | Dobó Enikő                                     | Alfieri rektor lánya, aki édesanyját nem ismerte soha. Ninával együtt kap meg egy ügyvédi munkát. Eleinte igen rosszban voltak, de a viszonyuk jelentősen javult. Miután elvetélt a Riccardóval közös gyermekükkel apácai meghívást kap, amit végül el is fogad. | 2. évad                                      |
| Giorgio Alfieri                         | Massimo Wertmüller        |                                                | Chiara édesapja, az egyetem rektora, a kollégium vezetője. Barátságából adódóan Angela gondaira bízza lányát. Chiara döntésével nem képes megbirkózni, emiatt elűzi a zárdát Modenából. | 2. évad                                      |
| Riccardo Manzi                          | Alessandro Borghi         |                                                | Chiara vőlegénye. | 2. évad                                      |
| Rosa Francini                           | Neva Leoni                | Pekár Adrienn                                  | Féltestvérét és apját keresve érkezik Angela nővérhez. Édesanyja meghalt, apját nem ismerte, emiatt rideg, céltudatos ügyvédnő lett. A sorozat során ellenséges viszonyt ápolt Azzurával, aki "álnok kígyónak" hívta, mert lecsapta a kezéről Guidót. Az évad végén kiderül, hogy ő Azzura féltestvére és szakít Guidóval. | 3. és 4. évad (utóbbiban vendégszereplőként) |
| Alice Danieli                           | Sofia Panizzi             | Laudon Andrea                                  | Egy édesanyja által elhanyagolt középiskolás lány, aki a zárdában lel menedéket az intézet elől. Ügyesen rajzol mangát. Eleinte ki nem állhatja Ninát, de a közös szoba és a nő gondoskodása megváltoztatja érzéseit. | 3. évad                                      |
| Dario                                   | Tommaso Ramenghi          | Kis Horváth Zoltán                             | Achille mostohafia, aki sohasem nyerte el a férfi szeretetét. Playboy, aki Achille vállalatánál dolgozik. Egy időben Azzura udvarlója, de megjegyzéseivel megbántja a nőt. | 3. évad                                      |
| Achille Gentileschi                     | Ivano Marescotti          | Barbinek Péter                                 | Dario nevelőapja és Davide nagyapja. Kerekesszékbe kényszerült egy baleset miatt. Eleinte mogorva és Alfieri professzorral szövetkezve el akarja vinni unokáját a zárdából. Mostohán bánik Darióval. Az évad végén megenyhül. | 3. évad                                      |
| Monica Giulietti                        | Diana Del Bufalo          | Oroszlán Szonja                                | | 4. és 6. évad                                |
| Nicodemo Nunzio Maria Santopaolo (Nico) | Gianmarco Saurino         | Kékesi Gábor                                   | | 4-6. évad                                    |
| Valentina Valpreda                      | Arianna Montefiori        | Mórocz Adrienn                                 | | 4-5. évad                                    |
| Gabriele Mattei                         | Cristiano Caccamo         | Jakab Márk                                     | | 4-5. évad                                    |
| Emma Leonardi                           | Bianca Di Veroli          | Ruszkai Szonja                                 | | 4. évad                                      |
| Edoardo (Edo)                           | Christian Monaldi         | Kelemen Noel                                   | Monica nevelt fia, akivel a kolostorban él, miután apja eltűnt. Ez idő alatt megszereti Nicót, aki gondoskodik róla. A 4. évad végén megjelenik édesapja, aki magával viszi őt és Monicát. Elmaradhatatlan társa egy plüsspingvin. | 4. évad, 6. évad (vendégszereplőként)        |
| Ginevra Alberti                         | Simonetta Columbu         | Kobela Kíra                                    | | 5-6. évad                                    |
| Maria Galiardi                          | Laura Adriani             | Kardos Eszter                                  | Constanza nővér rokona. Apjával rossz a viszonya, mivel anyja belehalt a szülésbe. Kicsapongó életet él, igazi férfifaló nő. Egy ideig Nico párja (eleinte csak szeretkeznek, később komolyabbra fordul kapcsolatuk). Elhagyja Nicót, mivel a férfi megcsókolta Ginevrát. | 5. évad                                      |
| Silvia                                  | Matilde Manfredi          | Hegedűs Johanna                                | Teodora lánya, Daniela ikertestvére. A zárdában talál menedékre. Egy időben Gabriele viseli gondját. | 5. évad                                      |
| Daniela                                 | Margherita Manfredi       | Engel-Iván Lili                                | Teodora lánya, Silvia ikertestvére. A zárdában talál menedékre. Egy időben Gabriele viseli gondját. | 5. évad                                      |
| Erasmo Ferri                            | Erasmo Genzini            | Czető Roland                                   | | 6. évad                                      |
| Carolina/Sara Belli                     | Isabella Mottinelli       | Hermann Lilla                                  | | 6. évad                                      |
| Penelope Martino (Penny)                | Olimpia Noviello          | Prokopius Maja                                 | | 6. évad                                      |
| Emiliano Stiffi                         | Pierpaolo Spollon         | Bergendi Áron (6. évad) Kékesi Gábor (7. évad) | | 6-7. évad                                    |
| Teresa Monachini nővér                  | Fiorenza Pieri            | Sánta Annamária                                | | 7. évad                                      |
| Sara Luparini                           | Federica Pagliaroli       | Kántor Kitty                                   | | 7. évad                                      |
| Ludovica Perini                         | Emma Valenti              | Magyar Viktória                                | | 7. évad                                      |
| Catena "Cate" Saltalamacchia            | Ileana D'Ambra            | Hermann Lilla                                  | | 7. évad                                      |
| Ettore Fazio                            | Filippo De Carli          | Timon Barna                                    | | 7. évad                                      |
| Elia Brighi                             | Valerio Di Domenicantonio |                                                | | 7. évad                                      |

## Évados áttekintés
| Évad | Évad | Epizódok | Eredeti sugárzás     | Eredeti sugárzás   | Eredeti adó          | Magyar sugárzás      | Magyar sugárzás      | Magyar adó |
| Évad | Évad | Epizódok | Évadpremier          | Évadfinálé         | Eredeti adó          | Évadpremier          | Évadfinálé           | Magyar adó |
| ---- | ---- | -------- | -------------------- | ------------------ | -------------------- | -------------------- | -------------------- | ---------- |
|      | 1    | 16       | 2011. december 15.   | 2012. február 2.   |                      | 2021. augusztus 30.  | 2021. szeptember 20. |            |
|      | 2    | 16       | 2013. február 21.    | 2013. április 4.   | 2021. szeptember 21. | 2021. október 13.    |                      |            |
|      | 3    | 20       | 2014. szeptember 25. | 2014. november 27. | 2021. október 14.    | 2021. november 10.   |                      |            |
|      | 4    | 20       | 2017. január 8.      | 2017. március 5.   | 2021. november 11.   | 2021. december 8.    |                      |            |
|      | 5    | 20       | 2019. január 10.     | 2019. március 21.  | 2021. december 9.    | 2022. január 6.      |                      |            |
|      | 6    | 20       | 2021. január 7.      | 2021. március 11.  | 2022. január 7.      | 2022. február 3.     |                      |            |
|      | 7    | 20       | 2023. január 12.     | 2023. március 16.  | 2024. augusztus 15.  | 2024. szeptember 13. |                      |            |
|      | 8    | 20       | 2025. február 27.    | 2025. május 15.    | 2025. augusztus 15.  | 2025. szeptember 12. |                      |            |